# فداء الحمود
فداء يحيى أحمد الحمود (و. عمان 16 آذار 1971)، حقوقية أردنية، عضو مجلس الأعيان الأردني السابع والعشرين. عيّنت عام 2019 رئيسا لديوان التشريع والرأي، لتكون أول سيدة تتبوأ هذا المنصب.

## التعليم
حصلت فداء الحمود على ليسانس الحقوق من الجامعة الأردنية عام 1992، والماجستير في القانون الدولي من الجامعة ذاتها عام 1995. كما تحمل درجة دبلوم عالي في العلوم القانونية من المعهد القضائي 1997.

## العمل
عملت الحمود قاضياً في محكمة استئناف عمان ولا تزال منذ عام 2013، وكانت رئيساً لمحكمة غرب عمان الابتدائية منذ 2009 حتى 2013، وقاضي استئناف محكمة الاستئناف عام 2009، وقاضي محكمة بداية عمان بين عامي 2002 و2009 وقاضي محكمة صلح عمان بين عامي 1998 و2002 وقاضي محكمة أحداق عمان بين عامي 2001 و2002 وقاضي وساطة في محكمة بداية عمان بين عامي 200 و2009.
حالياً هي محاضرة غير متفرغة في المعهد القضائي الأردني، ومفتش على أعمال قضاة الصلح منذ عام 2012 وعضو الهيئة الادارية للشبكة القانونية للنساء العربيات وعضو اللجنة الاستشارية في مجال العدالة الجنائية؛ كما أنها عضو في مجلس الأعيان الأردني ومحكّم معتمد في مركز الإسكندرية للتحكيم الدولي.